# Поптодорова, Елена
Елена Поптодорова (болг. Елена Поптодорова, полное имя Елена Бориславова Поптодорова-Петрова; род. 1951) —  болгарский дипломат, политик и общественный деятель.

## Биография
Родилась 31 августа 1951 года в Софии.
Окончила софийскую Первую школу английского языка в 1969 году. Затем изучала английский и итальянский языки на филологическом факультете в Софийском университете (1974 год), посещала курсы в Университете Лидса (1974 год) и в Сиенском университете (1976—1978 годы), после чего прошла двухгодичный курс по международным отношениям и дипломатии в софийском Университете национального и мирового хозяйства (1979 год).

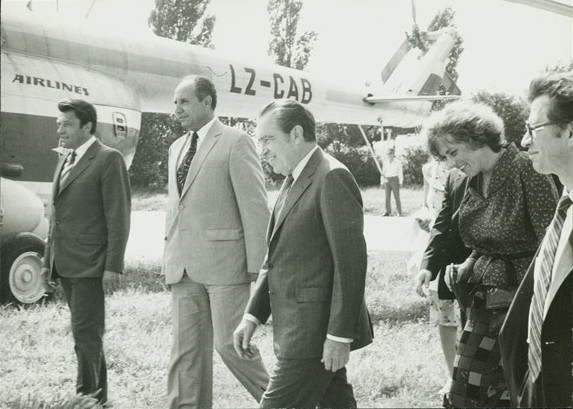
Елена Поптодорова с Ричардом Никсоном в Варне, 1982 год

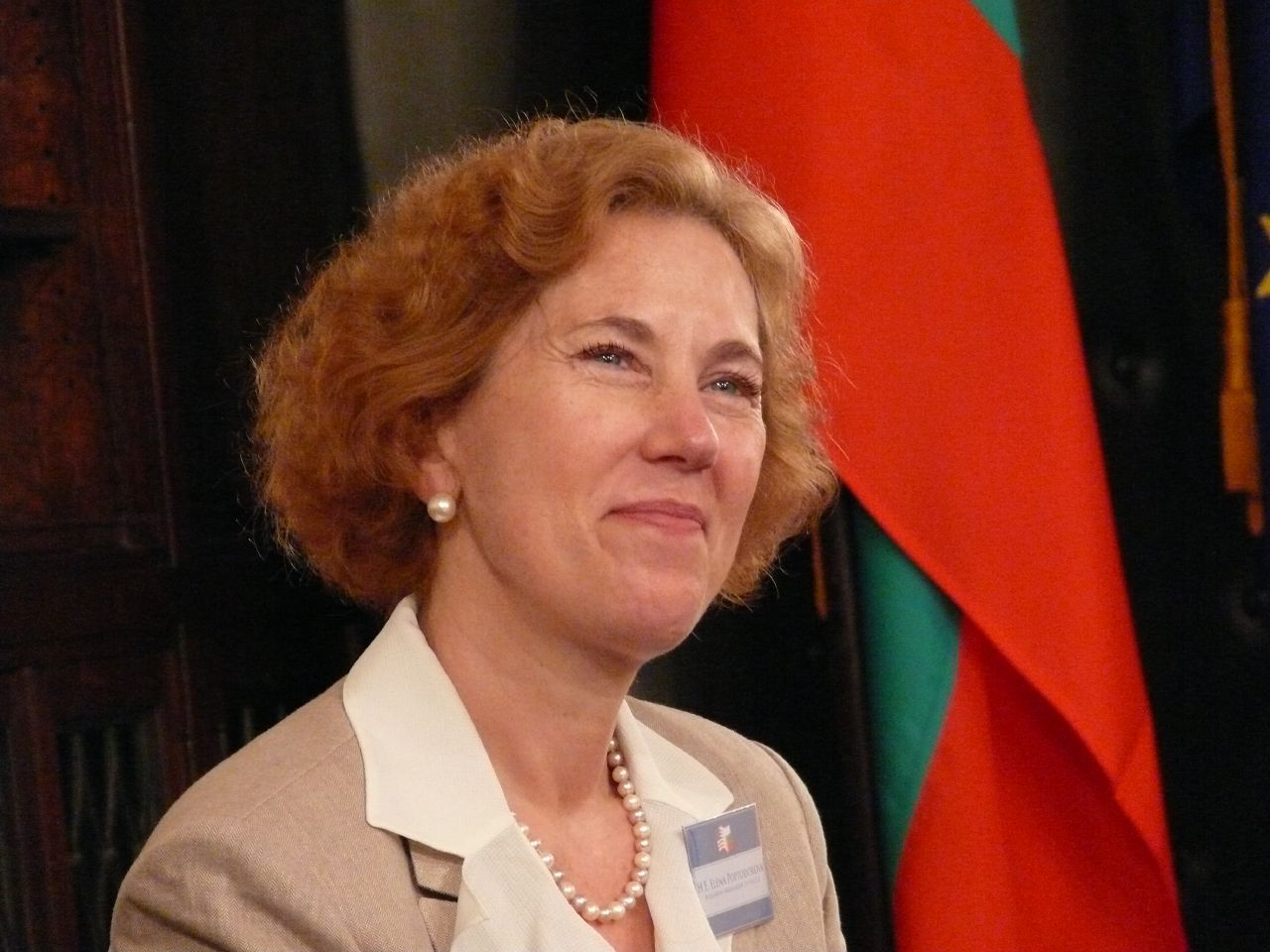
Елена Поптодорова? 2007 год

В 1975–1990 годах работала в Министерстве иностранных дел, начиная с 3-го секретаря; затем была полномочным представителем Народной Республики Болгарии в Риме и Генеральным консулом НРБ в Сан-Марино (1987–1990 годы.)
В период с июня 2001 по январь 2002 года занимала должность директора Управления международных организаций и прав человека Министерства иностранных дел Болгарии.
С 30 января 2002 по 21 августа 2008 года — Чрезвычайный и Полномочный Посол Болгарии в Соединенных Штатах.
В 2008—2009 годах работала Специальным послом в Черноморском регионе.
В 2009—2010 годах — директор Дирекции политики безопасности Министерства иностранных дел Болгарии.
В 2010—2016 годах снова была послом в США.
В сентябре 2016 года Елена Поптодорова была назначена главой Центральноевропейского отделения Американского еврейского комитета, 1 марта следующего года подала в отставку по личным причинам.
В настоящее время является вице-президентом Ассоциации Атлантического договора и директором по Евро-атлантической деятельности в Болгарском Атлантическом клубе.
Наряду с дипломатической деятельностью, Елена Поптодорова занималась государственной и общественной:
- В период с июня 1990 по апрель 2001 года избиралась по спискам Болгарской социалистической партии в Великое Национальное Собрание и в Народное Собрание Республики Болгарии. Будучи членом парламента, работала в комитетах по иностранным делам, национальной безопасности, радио и телевидению, правам человека и сельскому хозяйству.
- Основатель и член совета директоров Атлантического клуба Болгарии (с 1991 года).
- Член Попечительского совета Американского университета в Болгарии (с 1995 года).
- Член правления Ассоциации планирования семьи (с 1996 года).
- Член правления Центра региональных и геополитических исследований (с 1997 года).
- Член Исполнительного совета по дипломатии, Вашингтон, США (с 2003 года).

Имеет ряд ведомственных и юбилейных наград.
Замужем, имеет одного сына.